# Bernhard Joachim von Mörner
Bernhard Joachim von Mörner († 22. Dezember 1741 in Rendsburg) war ein dänischer General der Kavallerie.

## Leben

### Herkunft
Bernhard Joachim war Angehöriger des brandenburgischen Adelsgeschlechts von Mörner. Seine Eltern waren der kurbrandenburgischer Obristwachtmeister Kurt Ehrentreich von Mörner (1647–1687) und Freiin Barbara Gertrud von der Goltz († 1719).

### Werdegang
Mörner kam im Jahre 1701 als Oberstleutnant bei den Dragonern in dänischen Dienste. 1706 stand er im 2. Jütland Kavallerie-Regiment und, nachdem er bereits 1708 den Charakter zum Oberst erhalten hatte, 1709 bei der königlichen Garde zu Pferd. Für drei Jahre war er Regimentskommandeur der Garde. Er avancierte 1710 zum Brigadier, 1713 zum Generalmajor sowie 1717 zum Generalleutnant. Mörner wurde am 21. März 1719 Ritter des Dannebrogordens. Während des Großen Nordischen Krieges nahm er an der Schlacht bei Helsingborg und der Schlacht bei Gadebusch, wo er schwer verwundet wurde, teil. Ebenfalls stand er für die Dänen in den Jahren 1717 bis 1718 auf dem Norwegischen Kriegsschauplatz im Felde.
1734 wurde Mörner zum General der Kavallerie befördert und erhielt als Kommandeur eines Korps von 6000 Mann. Da er sich im Spanischen Erbfolgekrieg und im Nordischen Krieg als tatkräftiger und tapferer Soldat einen ausgezeichnete Ruf erarbeitet hatte, wurde Mörner vom Kaiser für den polnischen Erbfolgekrieg angefragt und von Dänemark zur Verfügung gestellt. Er operierte 1734 bis 1735 am Rhein, unterließ jedoch jedwede Offensivmaßnahmen und zeigte sich allgemein entscheidungsschwach. Die führte zu allgemeinen Unmut bei nachgeordneten Offizieren, so dass sich schließlich sein stellvertretender Kommandeur, Friderich Ehrenfried Amthor, schriftlich an den Kriegsminister wandte. Mörner hat infolgedessen im Jahre 1738 gemeinsam mit seinem Sohn seinen Abschied genommen.

### Familie
Mörner heiratete 1718 in Rendsburg Christiane Elisabeth von Tritzschler. Aus der Ehe gingen zwei Söhne hervor.
- Jakob Friedrich Ernst von Mörner, hat 1738 als dänischer Obristwachtmeister seinen Abschied erhalten[3]
- NN